# Krzyworzeka
Krzyworzeka, dříve nazývaná Pniewo, je vesnice ve gmině Mokrsko v okrese Wieluń v pohoří Woźnicko-wieluńská vysočina v Lodžském vojvodství v Polsku.

## Historie
První písemná zmínka o místu pochází z roku 1264 v souvislosti s povolením postavit kostel a vlastnickými poměry. V 15. století byly místní zvonice a kostel součástí místního opevnění. V letech 1975-1998 obec administrativně patřila do dnes již zrušeného Sieradzského vojvodství.

## Zajímavosti
- Bliżej Natury, Bliżej Wiedzy - ogródek dydaktyczny (Blíže k přírodě, blíže k vědění - výuková zahrada)
- Hřbitovy - jsou zde 4 hřbitovy, kde jeden z již nevyužívaných je Cholerový hřbitov v Krzyworzece.
- Kanał Krzyworzecki - vodní kanál, přítok řeky Pyszna.
- Kościół pw. św. Piotra i Pawła - Kostel svatého Petra a Pavla je původně románský kostel.
- Zvonice - kamenná opevněná stavba

## Galerie

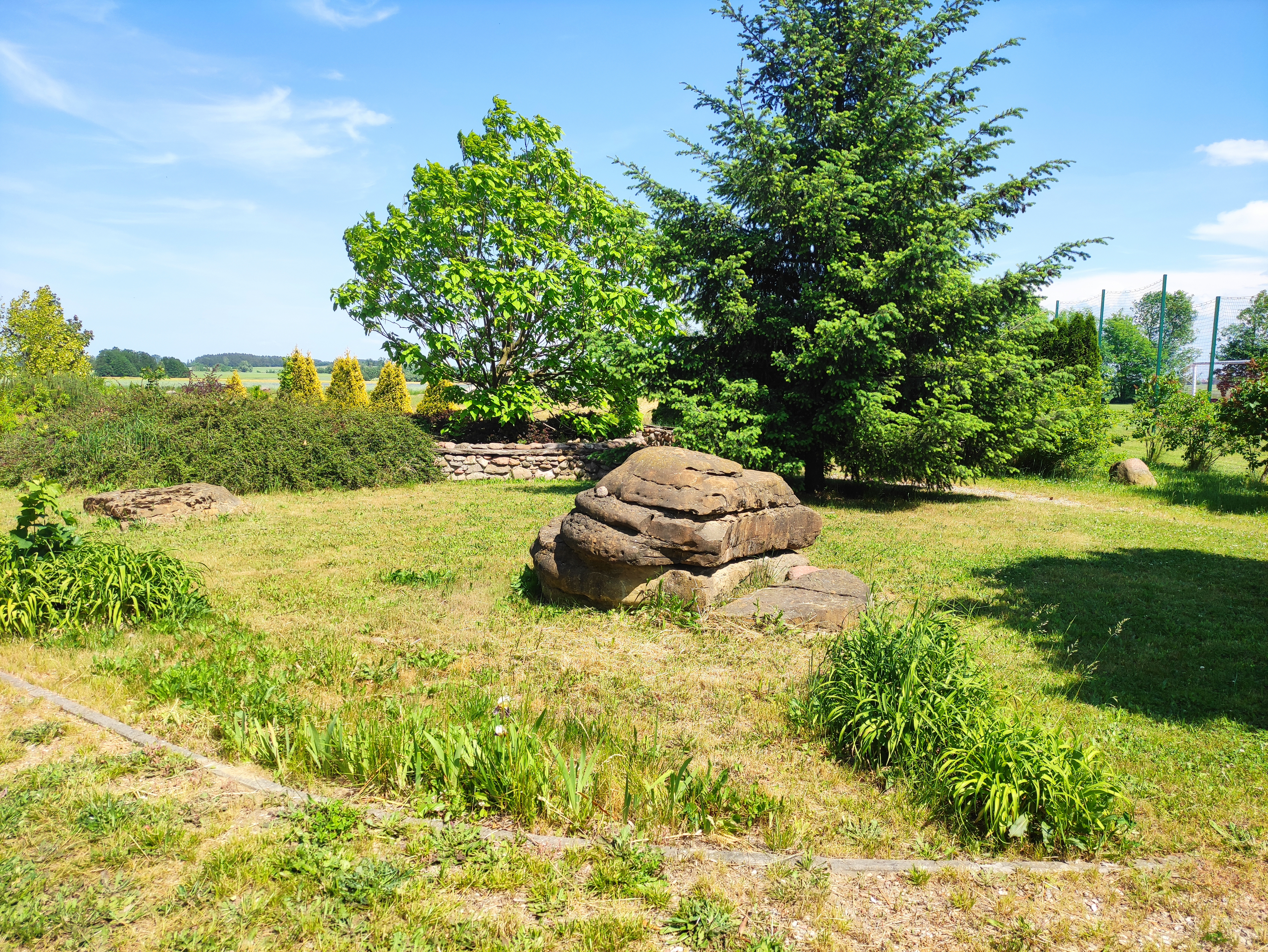
Bliżej Natury, Bliżej Wiedzy - ogródek dydaktyczny (Blíže k přírodě, blíže k vědění - výuková zahrada)
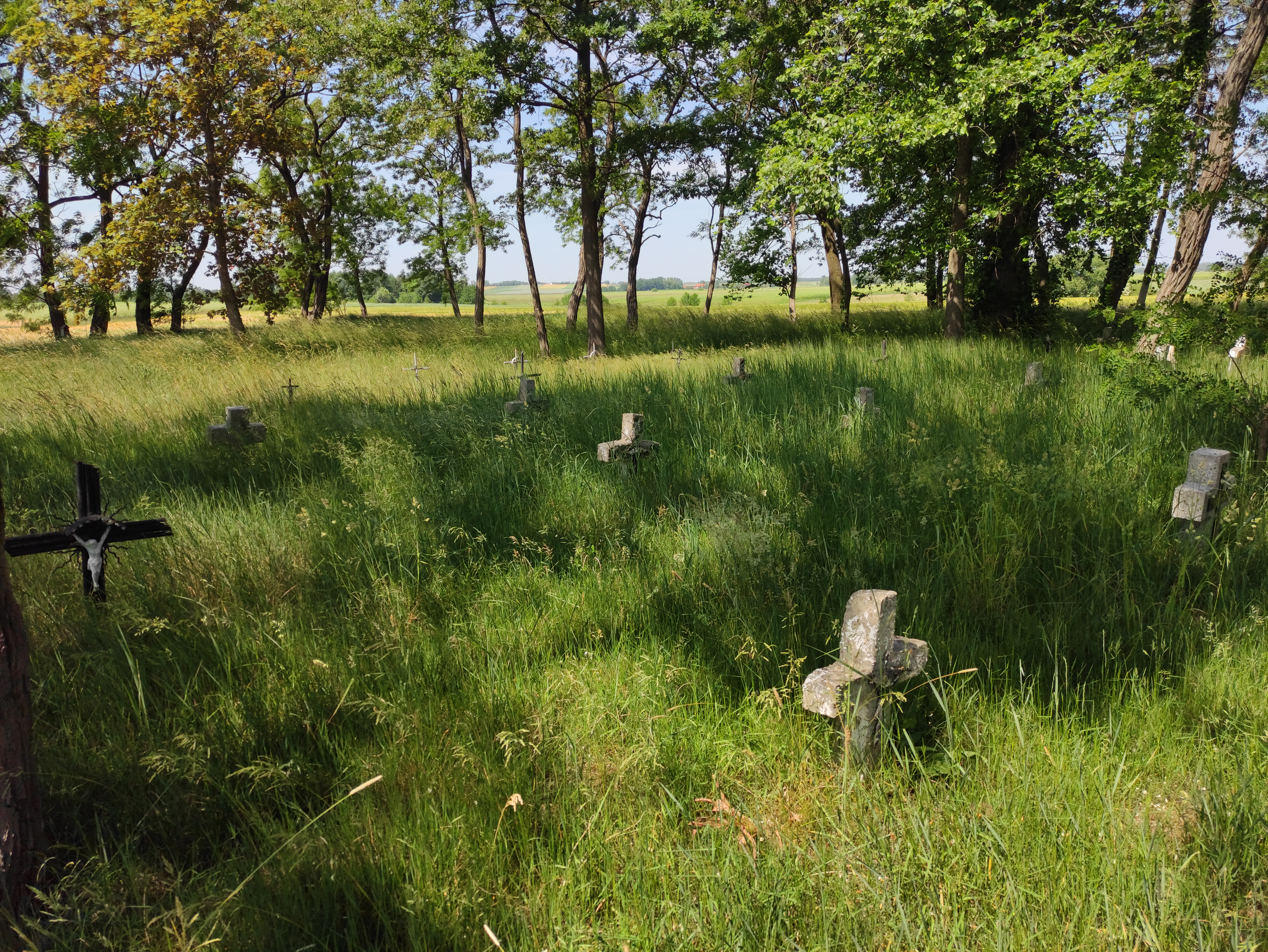
Cholerový hřbitov v Krzyworzece
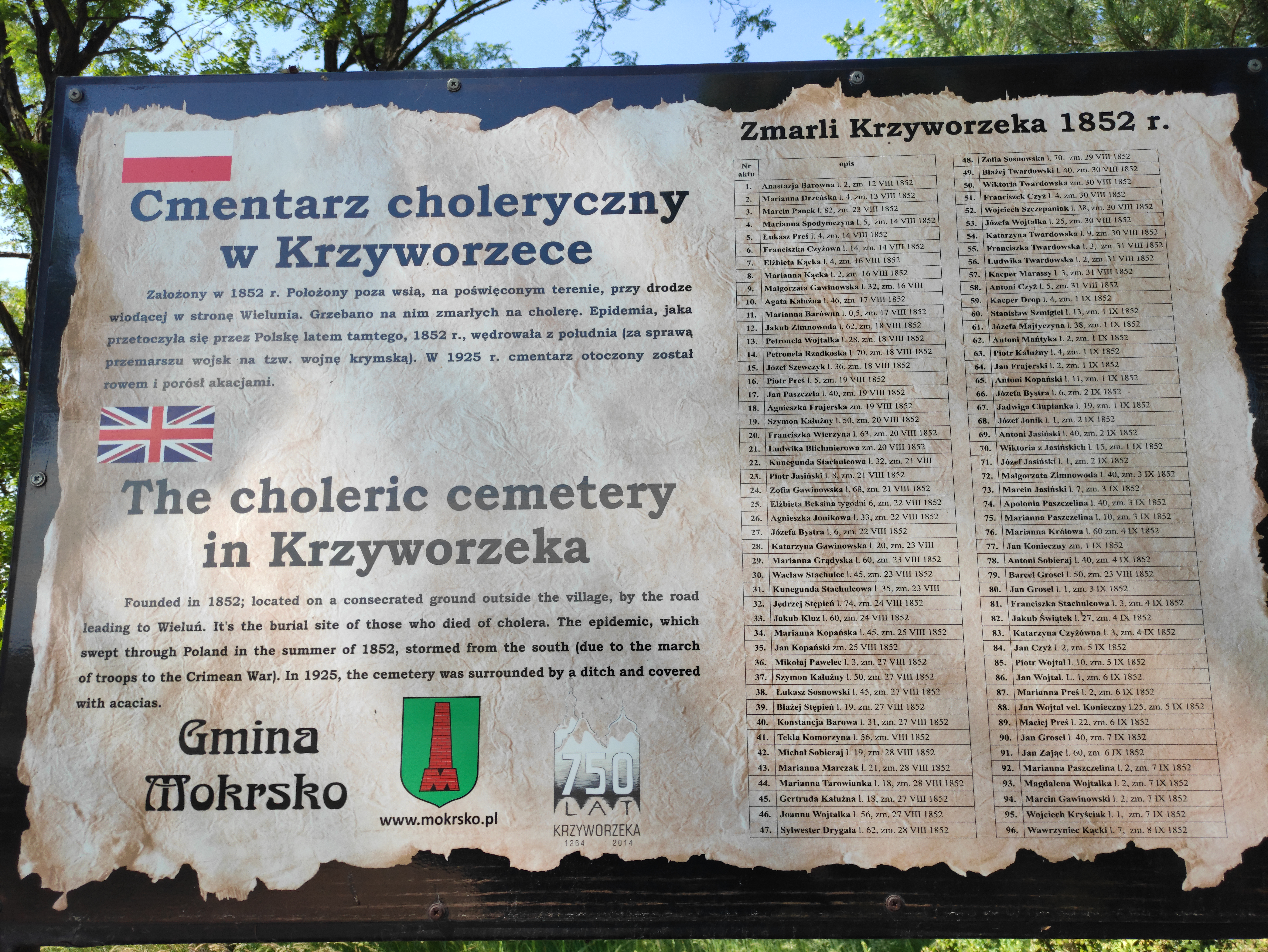
Cholerový hřbitov v Krzyworzece
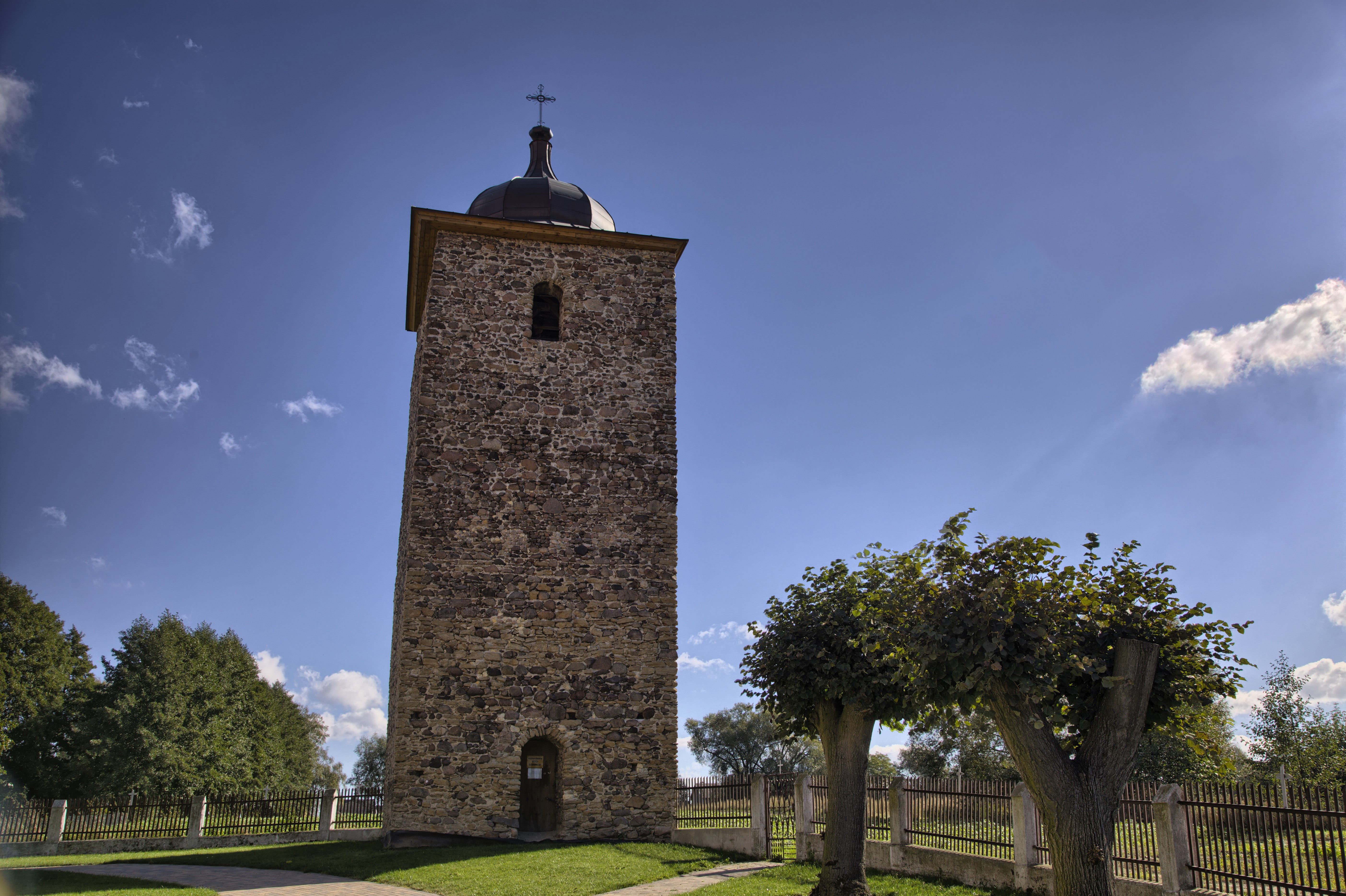
Zvonice
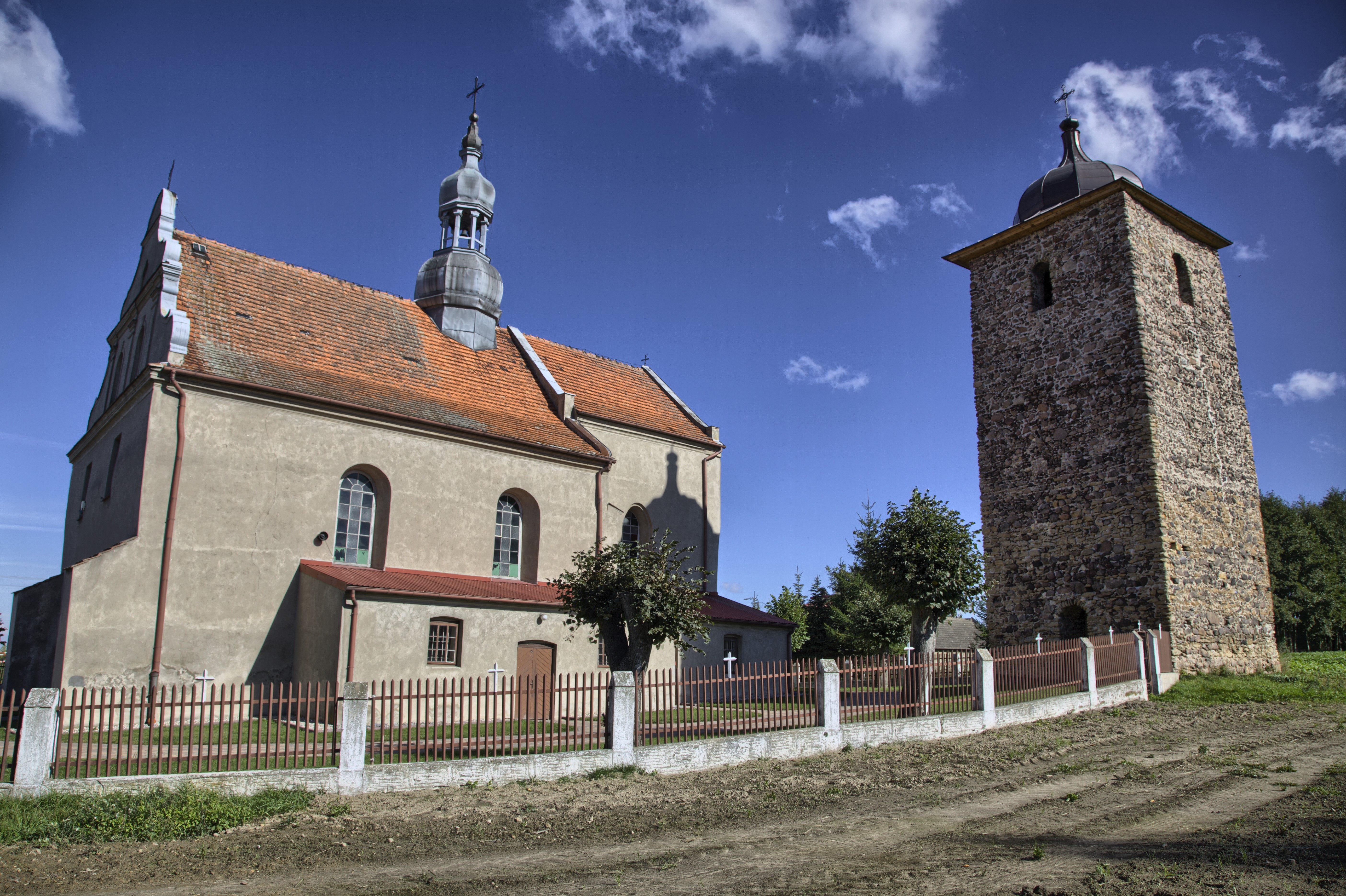
Kostel a zvonice